# Polygala oligosperma
Polygala oligosperma är en jungfrulinsväxtart som beskrevs av Cheng Yih Wu. Polygala oligosperma ingår i släktet jungfrulinssläktet, och familjen jungfrulinsväxter. Inga underarter finns listade i Catalogue of Life.